# Gardí

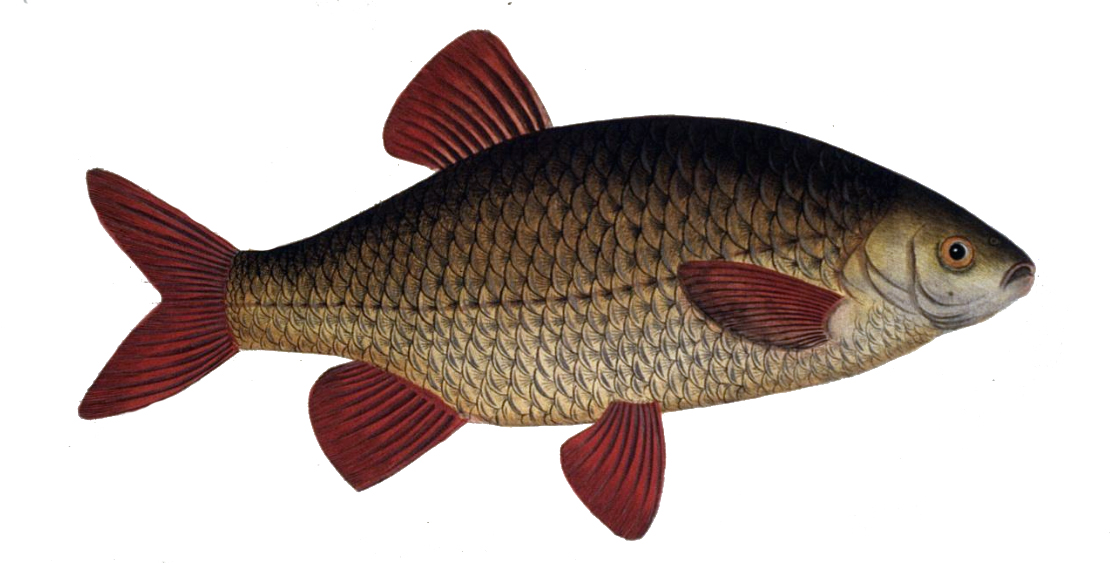
Gardí

El gardí (Scardinius erythrophthalmus) és una espècie de peix d'aigua dolça de la família dels ciprínids i de l'ordre dels cipriniformes.

## Descripció
Espècie de mida petita que sol assolir 20-25 cm de longitud. Pot arribar a pesar un màxim de 200g. És un peix amb el cos comprimit dorsalateralment, gairebé en forma de disc en els exemplars més grossos, i de tons platejats o daurats. Les aletes, sobretot les pèlviques, anal i caudal, són d'un brillant color vermell, caràcter que permet identificar aquesta espècie des de fora de l'aigua amb certa facilitat. Tot el cos és de color daurat brillant, les aletes en canvi són de color vermell fort. Els mascles maduren sexualment entre el primer i el quart anys de vida mentre que les femelles ho fan entre els dos i els cinc anys de vida.

## Hàbitat
El gardí és una espècie d'aigües quietes o amb poc corrent, com ara estanys i llacs, trams baixos de rius, canals o aiguamolls, sempre amb un important nivell de desenvolupament de la vegetació aquàtica.

## Reproducció
Es reprodueix entre els mesos d'abril i juny deixant els ous enganxats a plantes aquàtiques en zones poc fondes. Pon una mitjana de 400 ous. L'eclosió té lloc a la primavera. Els petits romandran propers a les zones on van néixer i als pocs dies es dispersaran per tot el riu.

## Alimentació
És una espècie omnívora. Els individus grossos poden alimentar-se de forma gairebé exclusiva de plantes, de manera que sovint produeixen greus impactes sobre la vegetació aquàtica. Pot incloure a la seva dieta tot un seguit d'invertebrats (larves d'insectes, cladòcers), encara que la seva alimentació es basa prioritàriament en algues i restes vegetals.

## Distribució geogràfica
El gardí fou un dels peixos introduïts als llac de Banyoles a finals del s. XIX i al s. XX junt amb el lluç de riu, el peix gat negre i el carpí.
Es troba a tota la zona del nord d'Euràsia, dels Urals fins als Pirineus, que abans constituïen la frontera meridional d'aquesta espècie. Els exemplars introduïts a Catalunya provenien probablement de França.